# Нераще
Нераще (на македонска литературна норма: Нераште; на албански: Nerashti) е село в Северна Македония, в Община Теарце.

## География
Селото е разположено в областта Долни Полог.

## История
В 1780 година за хатиб на джамията в Нераще е назначен Вейсел Халифе.
В края на XIX век Нераще е албанско село в Тетовска каза на Османската империя. Според статистиката на Васил Кънчов („Македония. Етнография и статистика“) в 1900 година Нераще има 465 жители арнаути мохамедани.
Според Афанасий Селишчев в 1929 година Нераще е село в Рогачевска община и има 140 къщи с 824 жители албанци.
Според преброяването от 2002 година Нераще има 3485 жители.
| Националност     | Всичко |
| северномакедонци | 0      |
| албанци          | 3478   |
| турци            | 0      |
| роми             | 0      |
| власи            | 0      |
| сърби            | 0      |
| бошняци          | 0      |
| други            | 7      |